# Divina Providência
Divina Providência (pronunciación portuguesa: [divinA provid'ësjA], ‘divina providencia’) es un barrio del distrito de Sede, en el municipio de Santa Maria, en el estado brasileño de Río Grande del Sur. Está situado en el norte de Santa Maria.

## Villas
El barrio contiene las siguientes villas: Divina Providência, Vila Brenner, Vila Km 2, Vila São João Batista.
| Noroeste: Caturrita     | Norte: Caturrita / Salgado Filho | Nordeste: Salgado Filho Carolina                           |
| Oeste: Caturrita        |                                  | Este: Carolina                                             |
| Suroeste: Passo d'Areia | Sur: Passo d'Areia               | Sureste: Carolina Passo d'Areia / Nossa Senhora do Rosário |